# Mörk svandopping
Mörk svandopping (Aechmophorus occidentalis) är en fågel i familjen doppingar inom ordningen doppingfåglar. Arten förekommer i Nord- och Centralamerika. Den är nära släkt med ljus svandopping och fram tills relativt nyligen behandlades de som en och samma art.

## Utseende och läten
Mörk svandopping är en stor och långnackad dopping, 56–74 centimeter lång. Den har en lång, gröngul näbb och röda ögon. Hjässan är svart, liksom ansikte och nacke, medan haka, hals och bröst är vita. Kroppen och vingarna är brunsvarta. I flykten syns ett långt vitt vingband. Den är mycket lik ljus svandopping (A. clarkii), men denna har mer orangegul näbb och den svarta hjässan når inte nedanför ögat. Vanligaste lätet är ett gnissligt, tvådelat "kreed-kreet" (ljus svandopping är enstavigt).

## Utbredning och systematik
Mörk svandopping är en flyttfågel som häckar i sydöstra Alaska, västra Kanada, från British Columbia, Saskatchewan, och södra Minnesota söderut till södra Kalifornien; sparsam i Arizona, New Mexico och Colorado. Vintertid tillbringar den längs Stillahavskusten från sydöstra Alaska till Kalifornien, även vid Gulfkusten vid Louisiana och Texas, samt vid stora flodsystem i väst. Tidigare[När?] behandlades mörk och ljus svandopping som en och samma art.

## Levnadssätt
Fågeln häckar i stora sjöar i täta högljudda kolonier. Boet är flytande och gjort av växter, förankrat i strandvegetationen. Den lägger tre till fyra blåvita ägg med bruna eller mattgula fläckar. Äggen ruvas i 21–28 dagar. Ungarna är flygfärdiga efter 60–70 dagar.Födan består av fisk, vattenlevande insekter, kräftdjur och blötdjur.

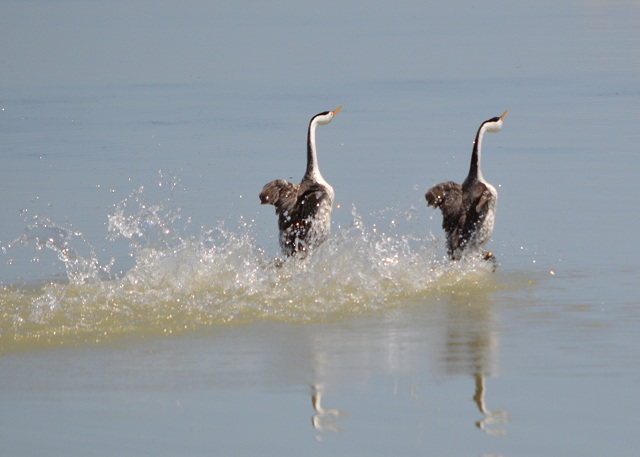
Mörk svandopping som utför en speldans.

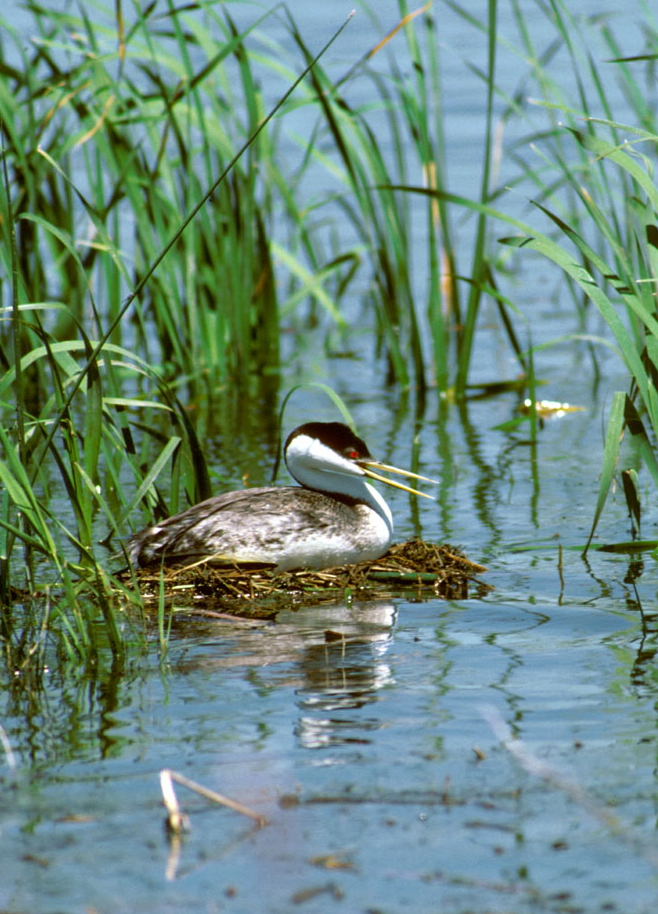
På bo.

## Status och hot
Arten har ett stort utbredningsområde men tros minska i antal, dock inte tillräckligt kraftigt för att den ska betraktas som hotad. IUCN kategoriserar därför arten som livskraftig (LC). Världspopulationen uppskattas till 87.000 häckande individer.

## Namn
Fågeln har på svenska även kallats svartbrynad svandopping och enbart svandopping när denna och A. clarkii behandlades som en och samma art.